# Albert Costa
Albert Costa Casals (1975. június 25. –) egykori spanyol hivatásos teniszező. 2002-ben megnyerte a Roland Garrost, pályafutása legnagyobb sikerét aratva. Összesen 12 egyéni és egy páros ATP tornát nyert meg, mindet salakon. A 2000-es sydney-i olimpián Álex Corretjával bronzérmet szerzett párosban. Tagja volt Spanyolország első Davis-kupa győztes csapatának ugyanebben az évben.

## Grand Slam döntői

### Győzelmei (1)
| Év   | Helyszín      | Ellenfél a döntőben | Eredmény a döntőben |
| ---- | ------------- | ------------------- | ------------------- |
| 2002 | Roland Garros | Juan Carlos Ferrero | 6–1, 6–0, 4–6, 6–3  |